# North Shore (Kalifornien)
North Shore ist ein Census-designated place im Riverside County im US-Bundesstaat Kalifornien. Der Ort liegt im Coachella Valley. Das U.S. Census Bureau hat bei der Volkszählung 2020 eine Einwohnerzahl von 3.585 ermittelt. Seinen Namen verdankt North Shore der Lage am Nordostufer des Saltonsees. Lange Zeit war es ein beliebter Urlaubsort, ehe der steigende Salzgehalt und die Verschmutzung des Sees dazu führten, dass der Tourismus zum Erliegen kam.
Das Sonny Bono Salton Sea National Wildlife Refuge ist in North Shore ansässig. Im Jahr 1930 auf Geheiß des Präsidenten als 140 km² großes Schutzgebiet eingerichtet, beträgt die verwaltbare Fläche heute nur noch ungefähr 8,9 km². Grund für den Rückgang sind Überschwemmungen durch den Saltonsee. Ein vorgeschlagenes Deichsystem zur Kontrolle der zunehmenden Versalzung soll auch ein weiteres Vordringen des Wassers verhindern.

## Geografie
North Shore befindet sich im zentralen südlichen Teil des Riverside Countys in Kalifornien. In der näheren Umgebung liegt die Gemeinde Mecca, die nächste größere Stadt ist Coachella im Nordwesten.
Die Siedlung ist über die California State Route 111 erreichbar. Das Naturschutzgebiet mit Campingbereich ist ein Stück südlich des Ortes zu finden.
North Shore erstreckt sich auf eine Fläche von 28,9 km², die ausschließlich aus Land besteht; die Bevölkerungsdichte beträgt somit 124 Einwohner pro Quadratkilometer. Das Ortszentrum liegt auf einer Höhe von 22 Metern unter dem Meeresspiegel.

## Geschichte
Die Anfänge lassen sich in das Jahr 1958 zurückverfolgen. Damals erwarben die Unternehmer Ray Ryan und Trav Rogers das Land, auf dem später North Shore entstand, und verkauften ab 1960 einzelne Grundstücke.
Von 1962 bis 1984 war der North Shore Beach and Yacht Club in einem von Albert Frey entworfenen Gebäude niedergelassen. Im Jahr 1981 zerstörte ein Hochwasser den Pier, weshalb dort keine Boote mehr anlegen konnten. Nach einer 3,35 Millionen Dollar teuren Restauration ist der Yachtclub seit 2011 für die Bevölkerung als Gemeinschaftszentrum und Denkmal wieder zugänglich.

## Politik
North Shore ist Teil des 28. Distrikts im Senat von Kalifornien, der momentan vom Demokraten Ted W. Lieu vertreten wird. In der California State Assembly ist der Ort dem 56. Distrikt zugeordnet und wird somit vom Demokraten V. Manuel Pérez vertreten. Auf Bundesebene gehört North Shore Kaliforniens 36. Kongresswahlbezirk an, der einen Cook Partisan Voting Index von R+1 hat und vom Demokraten Raul Ruiz vertreten wird.